# Photinus collustrans
Photinus collustrans är en skalbaggsart som beskrevs av Leconte 1878. Photinus collustrans ingår i släktet Photinus och familjen lysmaskar. Inga underarter finns listade i Catalogue of Life.